# Campionati oceaniani di tennistavolo 2018
I Campionati oceaniani di tennistavolo 2018 si sono svolti ad Gold Coast, in Australia, dal 15 al 19 marzo 2018. È stata la 19ª edizione del torneo, organizzato dalla Oceania Table Tennis Federation.

## Podi
| Evento              | Oro                             | Argento                     | Bronzo                         |
| Singolare maschile  | Yan Xin                         | Hu Heming                   | David Powell                   |
| Singolare maschile  | Yan Xin                         | Hu Heming                   | Townsend Kane                  |
| Singolare femminile | Lay Jian Fang                   | Melissa Tapper              | Chunyi Feng                    |
| Singolare femminile | Lay Jian Fang                   | Melissa Tapper              | Melissa Tapper                 |
| Doppio maschile     | Hu Heming Yan Xin               | David Powell Townsend Kane  | Dean Shu Alfred Dela Pena      |
| Doppio maschile     | Hu Heming Yan Xin               | David Powell Townsend Kane  | Alize Belrose Bydhir Carnet    |
| Doppio femminile    | Melissa Tappee Michelle Bromley | Anolyn Lulu Priscilla Tommy | Jian Fang Lay Miao Miao        |
| Doppio femminile    | Melissa Tappee Michelle Bromley | Anolyn Lulu Priscilla Tommy | Grace Rosi Yee Sally Yee       |
| Doppio misto        | Yan Xin Jian Fang Lay           | Hu Heming Melissa Tappee    | Townsend Kane Michelle Bromley |
| Doppio misto        | Yan Xin Jian Fang Lay           | Hu Heming Melissa Tappee    | Trent Carter Chunyi Feng       |
| Squadra maschile    | Australia                       | Nuova Zelanda               | Vanuatu                        |
| Squadra femminile   | Australia                       | Team misto                  | Figi                           |

## Medagliere
| Pos.   | Paese              | Oro | Argento | Bronzo | Totale |
| ------ | ------------------ | --- | ------- | ------ | ------ |
| 1      | Australia          | 7   | 4       | 7      | 16     |
| 2      | Vanuatu            | 0   | 1       | 1      | 2      |
| 3      | Figi               | 0   | 0       | 2      | 2      |
| 4      | Polinesia francese | 0   | 0       | 1,5    | 1,5    |
| 5      | Nuova Zelanda      | 0   | 0       | 1      | 1      |
| 6      | Nuova Caledonia    | 0   | 0       | 0,5    | 0,5    |
| Totale | Totale             | 7   | 7       | 12     | 26     |